# Édouard Chatton
Édouard Pierre Léon Chatton (Romont, 11 oktober 1883 — Banyuls-sur-Mer, 23 april 1947) was een Frans bioloog die bekendheid kreeg door zijn indeling van het leven in twee domeinen, de prokaryota en eukaryota in 1937.
- Bibliothèque nationale de France: cb110527520 (data)
- Author citation (botany): Chatton
- Gemeinsame Normdatei: 1070736058
- International Standard Name Identifier: 0000 0000 4134 8151
- Library of Congress Control Number: no98074478
- SNAC: w6mx5g5n
- Système universitaire de documentation: 143796569
- Virtual International Authority File: 49218002
- WorldCat: E39PBJpdPYG8YTr6GyQyhh4yVC

| Linnaeus 1735    | Haeckel 1866 | Chatton 1925 | Copeland 1938 | Whittaker 1969 | Woese e.a. 1990 | Cavalier-Smith 1998 |
| ---------------- | ------------ | ------------ | ------------- | -------------- | --------------- | ------------------- |
| 2 rijken         | 3 rijken     | 2 rijken     | 4 rijken      | 5 rijken       | 3 domeinen      | 6/7 rijken          |
| (niet behandeld) | Protista     | Prokaryota   | Monera        | Monera         | Bacteria        | Bacteria            |
| (niet behandeld) | Protista     | Prokaryota   | Monera        | Monera         | Archaea         | Archaea             |
| (niet behandeld) | Protista     | Eukaryota    | Protoctista   | Protista       | Eucarya         | "Protozoa"          |
| (niet behandeld) | Protista     | Eukaryota    | Protoctista   | Protista       | Eucarya         | "Chromista"         |
| Vegetabilia      | Plantae      | Eukaryota    | Plantae       | Plantae        | Eucarya         | Plantae             |
| Vegetabilia      | Plantae      | Eukaryota    | Plantae       | Fungi          | Eucarya         | Fungi               |
| Animalia         | Animalia     | Eukaryota    | Animalia      | Animalia       | Eucarya         | Animalia            |

1. ↑  (en) Copeland H. (1938). The kingdoms of organisms. Quarterly Review of Biology 13 (4): 383–420. DOI: 10.1086/394568.
2. ↑  (en) Whittaker RH. (1969). New concepts of kingdoms of organisms. Science 163 (3863): 150–60. DOI: 10.1126/science.163.3863.150.
3. ↑  (en) Woese C, Kandler O, Wheelis M. (1990). Towards a natural system of organisms:proposal for the domains Archaea, Bacteria, and Eucarya. PNAS 87 (12): 4576–9. DOI: 10.1073/pnas.87.12.4576.
4. ↑  (en) Cavalier-Smith T. (1998). A revised six-kingdom system of life. Biological Reviews 73 (3): 203–66. PMID 9809012. DOI: 10.1111/j.1469-185X.1998.tb00030.x.